# John D'Agostino
John D'Agostino (né le 13 juin 1929 à Cervinara (Italie) et mort le 28 novembre 2010 à Ansonia (Connecticut)) était un dessinateur de comics américain.

## Biographie
John D'Agostino après des études d'art à la High School of Industrial Arts à New York et à l'Art Students League commence comme coloriste chez Timely Comics dans les années 1940. Dans les années 1950, il travaille beaucoup pour Charlton Comics en tant que dessinateur et ce dans plusieurs genres qui vont de la romance aux comics de guerre. Dans les années 1960 et 1970 il travaille aussi pour Gold Key Comics et Archie Comics en tant qu'encreur et lettreur tout en continuant à dessiner des séries de Charlton. Dans les années 1980, il travaille pour Archie et pour Marvel en tant qu'encreur. Il meurt le 28 novembre 2010 à Ansonia (Connecticut) d'un cancer des os.